# Gustavo César Veloso
Gustavo César Veloso (Vilagarcía de Arousa, 29 gennaio 1980) è un dirigente sportivo ed ex ciclista su strada spagnolo Professionista dal 2001 al 2021, dal 2022 è direttore sportivo del team Tavfer-Ovos Matinados-Mortágua.
Ha vinto la Volta a Catalunya 2008, una tappa alla Vuelta a España 2009 e la Volta a Portugal nel 2014 e 2015.

## Carriera
Passò professionista nel 2001 con la squadra portoghese della Carvalhelhos-Boavista; nel 2004 si trasferì quindi in Spagna per gareggiare prima con la Relax-Bodysol e poi con la Kaiku. Ottenne il primo successo da pro nel 2006, quando riuscì ad aggiudicarsi una tappa al Volta a Portugal.
Nel 2008, dopo essersi trasferito alla Karpin Galicia, squadra Professional Continental spagnola, si impose nella classifica generale della Volta Ciclista a Catalunya; l'anno dopo conseguì quindi la vittoria più importante in carriera, aggiudicandosi in solitaria la nona tappa della Vuelta a España. In stagione partecipò anche al suo primo Giro d'Italia.
Nel 2012 veste la divisa dell'Andalucía, anch'essa formazione Professional Continental; dal 2013 al 2020 gareggia in Portogallo con il team W52-FC Porto (già Quinta da Lixa). Con la maglia della W52 coglie importanti risultati, vincendo due edizioni della Volta a Portugal, nel 2014 e 2015, e il Tour do Rio 2015 in Brasile; si classifica inoltre tre volte secondo alla Volta a Portugal, nel 2013, 2016 e 2020.

## Palmarès
- 2000 (Dilettanti)

4ª tappa Volta a Catalunya de l'Avenir (Sant Joan Despi > Barcellona)
- 2003 (Carvalhelhos - Boavista)

2ª tappa GP de Porto (Porto > Porto)
Classifica generale GP de Porto
Clássica da Primavera
- 2006 (Kaiku, una vittoria)

5ª tappa Volta a Portugal (Gondomar > Felgueiras)
- 2008 (Xacobeo Galicia, una vittoria)

Classifica generale Volta Ciclista a Catalunya
- 2009 (Xacobeo Galicia, una vittoria)

9ª tappa Vuelta a España (Alcoy > Xorret de Catí)
- 2013 (OFM-Quinta da Lixa, una vittoria)

8ª tappa Volta a Portugal (Oliveira do Hospital > Seia)
- 2014 (OFM-Quinta da Lixa, due vittorie)

9ª tappa Volta a Portugal (Oleiros > Sertã)
Classifica generale Volta a Portugal
- 2015 (W52-Quinta da Lixa, otto vittorie)

Prologo Vuelta a Bairrada (Pampilhosa, cronometro)
Classifica generale Vuelta a Bairrada
3ª tappa Volta ao Alto Tamega (Vila Pouca de Aguiar > Vila Pouca de Aguiar)
6ª tappa Volta a Portugal (Ovar > Oliveira de Azeméis)
9ª tappa Volta a Portugal (Pedrógão Grande > Leiria)
Classifica generale Volta a Portugal
2ª tappa Tour do Rio (Angra dos Reis > Valença)
Classifica generale Tour do Rio
- 2016 (W52-FC Porto, quattro vittorie)

3ª tappa Troféu Joaquim Agostinho (Atouguia de Baleia > Carvoeira)
4ª tappa Volta a Portugal (Braganza > Senhora da Graça)
6ª tappa Volta a Portugal (Belmonte > Guarda)
10ª tappa Volta a Portugal (Villa Franca de Xira > Lisbona, cronometro)
- 2017 (W52/FC Porto, due vittorie)

5ª tappa Volta a Portugal (Boticas > Viana do Castelo)
10ª tappa Volta a Portugal (Viseu, cronometro)
- 2018 (W52-FC Porto, una vittoria)

5ª tappa Volta ao Alentejo (Castelo de Vide, cronometro)
- 2019 (W52-FC Porto, una vittoria)

Prologo Grande Prémio Internacional de Torres Vedras (Turcifal, cronometro)
- 2020 (W52-FC Porto, due vittorie)

Prologo Volta a Portugal (Fafe, cronometro)
8ª tappa Volta a Portugal (Lisbona, cronometro)
- 2021 (Atum general / Tavira / Maria Nova Hotel, una vittoria)

Prologo Grande Premio "O Jogo" (São Pedro do Sul > São Pedro do Sul)

### Altri successi
- 2001 (Carvalhelhos - Boavista)

4ª tappa, 4ª semitappa Volta a Tras os Montes e Alto Douro (Vila Real)
- 2013 (OFM - Quinta da Lixa)

1ª tappa Clássica de Amarante (Vila Meã > Amarante)
Maratona Cascais, cronosquadre
- 2015 (W52-Quinta da Lixa)

Classifica a punti Vuelta a Bairrada
Classifica a punti Volta a Portugal
- 2016 (W52-FC Porto)

Classifica a punti Volta a Portugal
Circuito da Malveira
- 2017 (W52/FC Porto)

Prologo GP Jornal de Noticias (Viseu, cronosquadre)
Clássica de Primavera
- 2019 (W52/FC Porto, due vittorie)

4ª tappa GP Jornal de Noticias (Matosinhos, cronosquadre)

## Piazzamenti

### Grandi Giri
- Giro d'Italia

2009: 143º
- Vuelta a España

2007: 121º
2008: 29º
2009: 40º
2010: 44º
2012: 114º

### Competizioni mondiali
- Campionati mondiali

Plouay 2000 - In linea Under-23: ritirato